# Stora Tvillingen
Stora Tvillingen är en sjö i Fagersta kommun i Västmanland och ingår i Norrströms huvudavrinningsområde. Sjön är 1 meter djup, har en yta på 0,02 kvadratkilometer och befinner sig 130 meter över havet.